# Caso Rubiales
El caso Rubiales es la polémica relacionada con el expresidente de la Real Federación Española de Fútbol (RFEF) Luis Rubiales tras una serie de actos que protagonizó durante el partido de la final de la Copa Mundial Femenina de Fútbol, celebrado en Stadium Australia el 20 de agosto de 2023. En dicho evento, celebró el único gol de la selección española agarrándose los genitales en el palco de honor que compartía con la reina Letizia, la infanta Sofía y el presidente de la FIFA Gianni Infantino. Tras la finalización del partido, cargó sobre uno de sus hombros a la futbolista española Athenea del Castillo, agarrándola del muslo. Durante la entrega de trofeos a la selección ganadora, Rubiales besó en la boca a la centrocampista Jenni Hermoso. Hermoso lo denunció ante la Fiscalía por acoso sexual, coacciones y agresión sexual. La Fiscalía presentó una demanda contra Rubiales ante la Audiencia Nacional en Madrid. Cuando Hermoso renunció a la Selección de España, el resto de las jugadoras renunciaron también en su apoyo manifestando su firme y rotunda condena ante conductas que han atentado contra la dignidad de las mujeres. Como consecuencia de todo esto la FIFA primero lo suspendió y luego lo inhabilitó por tres años.
El 20 de agosto de 2023, al momento de la entrega de trofeos, Rubiales besó en la boca a la capitana del equipo campeón de la Copa Mundial Femenina de fútbol. En el vestuario, preguntada por el beso, Hermoso dijo que no le gustó. El hecho se volvió un escándalo internacional. Las imágenes del beso se hicieron virales en las redes sociales, lo que suscitó muestras de rechazo hacia el comportamiento del entonces presidente de la RFEF. Rubiales intentó mitigar la situación realizando declaraciones en prensa y grabando un video pidiendo disculpas por sus actos. Se publicó un comunicado de la RFEF supuestamente en nombre de Hermoso donde se restaba importancia al asunto, pero el medio Relevo desveló que este no había sido redactado ni autorizado por la jugadora.
Tras las celebraciones por la victoria en Madrid, las críticas negativas y voces que pedían la dimisión de Rubiales crecieron desde el ámbito político y el deportivo, tanto nacional como internacional. Jenni Hermoso, a través del sindicato FUTPRO, publicó un comunicado donde condenó los hechos y pidió responsabilidades, lo que aumentó la presión sobre Rubiales. La RFEF convocó una Asamblea extraordinaria para el 25 de agosto y se conoció que Rubiales comunicó que en dicha reunión dimitiría al día siguiente, lo cual no sucedió, y por el contrario, se defendió de las acusaciones y justificó su comportamiento. Esto provocó una serie de dimisiones dentro de la Federación. También Rubiales anunció medidas legales contra quienes le habían acusado de cometer un delito. Su negativa a abandonar el cargo activó algunos mecanismos para su destitución.
Las peticiones de dimisión aumentaron, y se sumaron clubes de fútbol y empresas patrocinadoras de la selección femenina. Así mismo, las jugadoras se organizaron y, tras publicar muestras de apoyo a Hermoso a través de sus redes sociales, emitieron un comunicado conjunto, que también fue firmado por más de 50 futbolistas profesionales femeninas, donde exigían cambios estructurales en la Federación, y se negaban a participar en las convocatorias hasta que la situación no se resuelva. Paralelamente, diversos colectivos feministas convocaron manifestaciones en apoyo a Hermoso. La futbolista publicó un segundo comunicado donde rechazaba las declaraciones de Rubiales en la Asamblea Extraordinaria, a lo que la RFEF contestó publicando una serie de fotos y un texto que intentaban desacreditar la versión de Hermoso.
La FIFA decidió, el día 24 del mes de agosto, abrir expediente disciplinario al presidente de RFEF, mientras el Consejo Superior de Deportes presentaba una «petición razonada» ante el Tribunal Administrativo del Deporte por una posible vulneración de la Ley del Deporte por parte de Rubiales, quien fue suspendido por la FIFA de forma temporal de toda actividad relacionada con el fútbol a nivel nacional e internacional, según comunicación del día 26 de dicho mes. Posteriormente parte del equipo técnico de la selección femenina dimitió de sus funciones, y algunos apoyos iniciales, como los de los seleccionadores nacionales de los equipos masculino y femenino, Luis de la Fuente y Jorge Vilda, se tornaron en sendas censuras y rechazo al comportamiento de Rubiales.
El 25 de agosto las jugadoras renunciaron en masa a la selección nacional española y sacaron un comunicado repudiando los hechos.
Tras la calificación de falta grave la acción de Rubiales por parte del Tribunal Administrativo del Deporte y la destitución de Vilda como seleccionador del equipo femenino de fútbol, Jenni Hermoso inició el 6 de septiembre el proceso de denuncia en la Fiscalía General del Estado, mientras que la Fiscalía de la Audiencia Nacional presentaba una querella contra Luis Rubiales por un delito de agresión sexual, previsto y penado en el artículo 178 del Código Penal, y un delito de coacciones, previsto y penado en el artículo 172.
El 10 de septiembre, Rubiales anunció a través de redes sociales su renuncia al cargo de presidente de la Real Federación Española de Fútbol, así como al de vicepresidente de la UEFA. Al día siguiente, la Audiencia Nacional admitió a trámite la querella presentada por la Fiscalía por delitos de agresión sexual y coacciones contra Rubiales.
El 30 de octubre, la Comisión Disciplinaria de la FIFA inhabilitó a Rubiales por tres años para ejercer cualquier cargo o actividad relacionada con el fútbol.

## Cronología

### Agosto

#### 20 de agosto

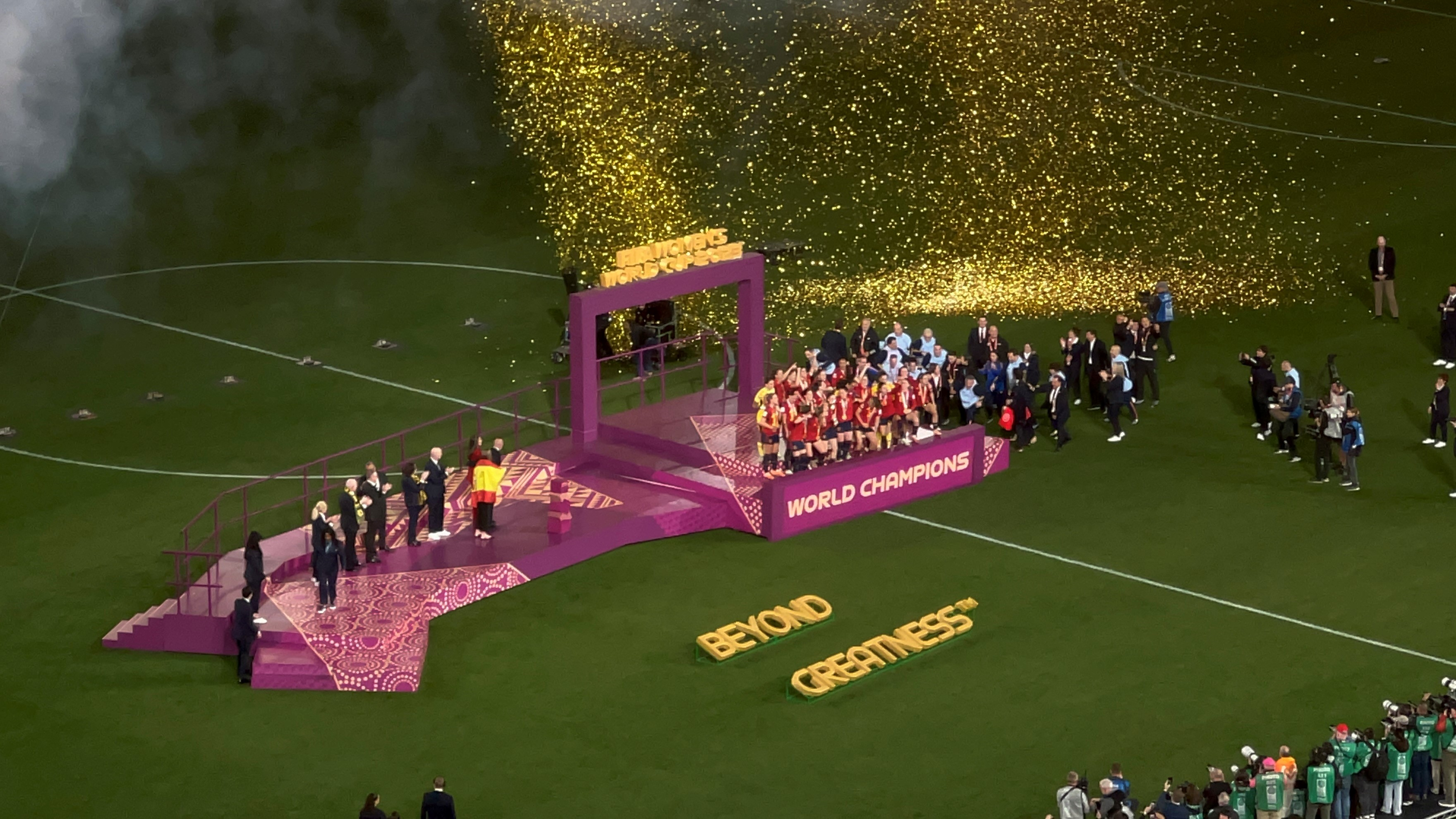
Celebración de la selección femenina de fútbol de España tras su victoria en la final de la Copa Mundial Femenina de Fútbol fue celebrada en Stadium Australia en Sídney

La final de la Copa Mundial Femenina de Fútbol se disputó en el Stadium Australia de Sídney entre las selecciones de Inglaterra y España. A los 29 minutos desde el inicio del choque, la española Olga Carmona anotó el único gol del partido. El tanto fue celebrado por Luis Rubiales, presidente de la Real Federación Española de Fútbol (RFEF), de forma eufórica y llevándose la mano derecha a los genitales, mientras compartía el palco de honor con Letizia Ortiz, reina de España, su hija, la infanta Sofía menor de edad de 16 años, y el presidente de la FIFA, Gianni Infantino. Tras la victoria, las jugadoras del equipo español recibieron las medallas como campeonas mundiales; durante la ceremonia Rubiales abrazó mutua y efusivamente a algunas futbolistas, llegando incluso a dar un beso en la boca a Jenni Hermoso, tras cogerle la cabeza con ambas manos, lo que ha sido calificado de beso forzado.
La celebración de la victoria se trasladó al vestuario, donde Hermoso y otras jugadoras trasmitieron en directo el festejo a través de sus cuentas en redes sociales. En la transmisión de Hermoso por Instagram, se pudo ver que unas compañeras le muestran la noticia acerca del beso, a lo que Hermoso comenta «¡Eh! Pero no me ha gustado», y añadió «¿Y qué hago yo?». Rubiales accedió al vestuario donde abrazó con solo un brazo por detrás del cuello a Hermoso, anunció un viaje a Ibiza para las jugadoras como recompensa por la victoria, y bromeó que en la isla se casaría con Hermoso.

#### 21 de agosto
En la madrugada, durante una tertulia en el programa El partidazo de COPE de la cadena de radio COPE, el periodista deportivo Manolo Lama aseguró que «las que se cabrean es porque nunca le han dado un beso a ellas». En el mismo programa, durante una entrevista con Juanma Castaño, Rubiales relativizó la polémica diciendo que era un «pico de dos amigos», y que «no estamos para gilipolleces». Rubiales también brindó declaraciones en Radio Marca, donde comentó a Pablo Parra que:

¿El beso con Jenni? Idiotas hay en todas partes. Cuando dos personas tienen una muestra de cariño sin importancia, no podemos hacer caso a las idioteces. Somos campeonas y con eso me quedo

Por su parte, Jenni Hermoso realizó declaraciones en El tiempo de juego de la cadena COPE que el gesto no se lo esperaba y que fue por «la emoción del momento, no hay nada más allá. Se va a quedar en una anécdota».
En unas declaraciones proporcionadas por la RFEF a la agencia EFE en nombre de la deportista, se afirmaba lo siguiente:

Ha sido un gesto mutuo totalmente espontáneo por la alegría inmensa que da ganar un Mundial. El presi y yo tenemos una gran relación, su comportamiento con todas nosotras ha sido de diez y fue un gesto natural de cariño y agradecimiento... No se puede dar más vueltas a un gesto de amistad y gratitud, hemos ganado un Mundial y no vamos a desviarnos de lo importante

Sin embargo, a través del diario deportivo Relevo, se reveló más tarde que este comunicado no había sido redactado por la futbolista sino por el departamento de comunicación de la Federación. El ministro de Cultura y Deporte, Miquel Iceta, señaló como inaceptable el gesto de Rubiales con Hermoso, y le conminó a pedir disculpas. Asimismo, varios medios internacionales se hicieron eco de la polémica.
Durante una parada técnica en Doha del vuelo que llevaba a la selección vencedora desde Australia a España, a instancia de los responsables de la RFEF, Rubiales grabó una disculpa pública que envió a los medios, donde decía que «seguramente, me he equivocado. Lo tengo que reconocer», y que fue un acto «sin mala fe por ninguna de las dos partes». Posteriormente se supo que en principio en el vídeo aparecería junto a la capitana Ivana Andrés o Jenni Hermoso, a pesar de la insistencia por parte del seleccionador español Jorge Vilda.
La vicepresidenta del gobierno español Yolanda Díaz pidió la dimisión de Rubiales. La ministra de Igualdad, Irene Montero, afirmó que el acto protagonizado por Rubiales es un gesto de «violencia sexual que sufrimos las mujeres de forma cotidiana y hasta ahora invisible, y que no podemos normalizar», y enfatizó que el consentimiento «debe estar en el centro», y es necesario para eliminar, según su declaración, la cultura de la violación. Por su parte, la presidenta de la Liga Profesional de Fútbol Femenino (FPF), Beatriz Álvarez, aseguró sentirse «avergonzada de la imagen que está dando el fútbol español por culpa del comportamiento inaceptable del presidente de la Federación Española de Fútbol».
La información fue adquiriendo relevancia internacional y diferentes medios de comunicación, como L'Equipe, The Guardian, O Globo o The New York Times se hicieron eco de la polémica.

#### 22 de agosto
Durante la recepción en La Moncloa de la selección ganadora de la copa del mundo, el presidente del gobierno Pedro Sánchez saludó a todo el equipo, incluyendo a Rubiales, con un apretón de manos que la prensa calificó de frío o distante. Posteriormente en una rueda de prensa, Sánchez declaró que «lo que vimos fue un gesto inaceptable» en referencia al comportamiento de Rubiales y que sus disculpas «no son suficientes». Por su parte, desde la oposición Cuca Gamarra, portavoz del Partido Popular en el Congreso de los Diputados, calificó de bochornosa la actitud de Rubiales.
Algunos medios de comunicación publicaron que las declaraciones de Jenni Hermoso a la Agencia EFE del 20 de agosto fueron redactadas por el departamento de comunicación de la Federación, y no por la futbolista. La información en exclusiva fue difundida por Relevo.
La Asociación de Futbolistas Españoles (AFE) emitió un comunicado oficial en el que afirmaba que si Rubiales no dimitía inmediatamente, exigirían que se le aplicara la Ley del Deporte.

#### 23 de agosto
El caso fue criticado por la futbolista estadounidense Megan Rapinoe, quien se pronunció para defender a Hermoso y criticar la «misoginia y sexismo en la Federación Española».
Jenni Hermoso, a través del sindicato FUTPRO, y en coordinación con su agencia TMJ, entidades que la futbolista nombró como interlocutoras en el caso, publicó un comunicado donde condenaba los hechos «que atenten contra la dignidad de las mujeres» y exigió responsabilidades.
El sindicato Unión General de Trabajadores (UGT) exigió la renuncia inmediata de Rubiales y en su comunicado tachó su conducta de «reprobable, intolerable y punible».
Paralelamente, se difundió otra imagen donde se ve a Rubiales cargar en un hombro a la jugadora Athenea del Castillo durante las celebraciones en el campo por la victoria de la selección española.
Ya el día 23 algunos clubes pidieron la dimisión de Rubiales, siendo los primeros en pronunciarse la Unió Esportiva Sant Andreu y el Club Esportiu Europa.

#### 24 de agosto
Algunos medios de comunicación difundieron información que apuntaba a que Rubiales anunció a su equipo que dimitiría de su cargo de presidente de la RFEF durante la asamblea extraordinaria de la Federación planificada para el día siguiente. La ministra de Igualdad, Irene Montero, y la vicepresidenta segunda del gobierno español y ministra de Trabajo, Yolanda Díaz, celebraron la decisión.
El entrenador del Real Madrid CF, el italiano Carlo Ancelotti, durante una comparecencia ante los medios, contestó que «no me ha gustado» a una pregunta sobre el comportamiento de Rubiales. Otras personalidades del mundo del fútbol español, como Isco Alarcón y Borja Iglesias, condenaron la conducta del presidente de la RFEF.
Por su parte, la Comisión Disciplinaria de la Federación Internacional de Fútbol Asociación (FIFA) abrió un expediente disciplinario a Rubiales, ya que su comportamiento podría resultar constitutivo de violaciones de los artículos 13.1 y 13.2 del Código Disciplinario de la organización internacional de fútbol.
La ONG Amnistía Internacional se pronunció a favor del comunicado de Hermoso, y calificó el comportamiento de Rubiales como «una forma de violencia sexual» injustificable, y pidió al Consejo Superior de Deportes (CSD) que «adopte medidas para asegurar una política de tolerancia cero ante la violencia sexual en el deporte».

#### 25 de agosto
Por la mañana, Rubiales presidió una asamblea extraordinaria de la RFEF en Las Rozas en la que, declaró que el beso había sido consentido, y afirmó, hasta en cinco ocasiones, que no iba a dimitir pese a las presiones por parte del «falso feminismo». Sobre lo ocurrido con Jenni Hermoso, Rubiales declaró que:

En el momento en el que apareció Jenni, ella me levantó a mí del suelo. Me cogió por las caderas, por las piernas. No recuerdo bien. Me levantó del suelo, que casi nos caemos, y al dejarme en el suelo nos abrazamos. Ella fue la que me subió en brazos y me acercó a su cuerpo. Nos abrazamos. Y yo le dije: “Olvídate del penalti, has estado fantástica y sin ti no hubiéramos ganado este Mundial”. Ella me contestó: “Eres un crack”. Y yo le dije: “Un piquito”. Y ella me dijo: “Vale”.

Rubiales también comunicó su intención de querellarse contra la vicepresidenta Yolanda Díaz, las ministras Irene Montero e Ione Belarra, y el exdiputado Pablo Echenique, por haber asegurado que había cometido un delito.
Tras las declaraciones de Rubiales durante la asamblea extraordinaria de la RFEF celebrada por la mañana en las que afirmó que no dimitía, el Gobierno inició el procedimiento ante el Tribunal Administrativo del Deporte (TAD) para destituir a Rubiales por falta muy grave. Asimismo, la Fiscalía General del Estado remitió cuatro denuncias contra Rubiales, tres particulares y una interpuesta por la asociación Alianza contra la Corrupción, a la Fiscalía de la Audiencia Nacional, que decidirá si abre diligencias por un presunto delito de agresión sexual, recogido en el artículo 191 del Código Penal.
Las reacciones ante estas declaraciones empezaron a producirse al terminar la asamblea, no solo de diferentes personalidades del fútbol femenino y masculino, o del deporte en general, sino de organizaciones y empresas, y del ámbito político, mostraron su apoyo a Hermoso:
- Las jugadoras de la selección, compañeras de Hermoso, mostraron su apoyo a la futbolista; entre las que publicaron mensajes en redes sociales estuvieron Alexia Putellas, Aitana Bonmatí o Athenea del Castillo.[72]
- Diversas futbolistas de la Liga Femenil MX, donde Hermoso participa como parte de la plantilla del Pachuca Femenil, publicaron mensajes de apoyo a la española.[73]
- Ada Hegerberg, quien previamente ganó el Balón de Oro, compartió el comunicado de FIFPro. Caroline Hansen, jugadora noruega del Fútbol Club Barcelona, mostró su respaldo a Hermoso, al igual que Megan Rapinoe,[74][75] una destacada figura del fútbol estadounidense y ganadora del Balón de Oro en 2019. Jess Carter,[76] defensa de la selección inglesa y rival de España en la final, destacó en una entrevista con Sky News la difícil situación en la que Rubiales ha colocado a la jugadora española.[77]
- Beatriz Álvarez, presidenta de la Liga Femenina, mostró su indignación, y pidió al gobierno español que actúe con contundencia.[78] También el presidente de la Liga de Fútbol Profesional, Javier Tebas, publicó un extenso mensaje en X, donde calificó a Rubiales de «victimista».[79]
- El futbolista Borja Iglesias anunció que renuncia a ser convocado a la selección nacional de fútbol «hasta que las cosas cambien y este tipo de actos no queden impunes».[80] También se pronunciaron Iker Casillas, quien se había propuesto a remplazar a Rubiales en el cargo en la Federación,[81] así como David de Gea[82] y Héctor Bellerín, quienes criticaron las palabras de Rubiales.[83]
- La Federación Internacional de Futbolistas Profesionales (FIFPro) emitió un comunicado en el que reiteraba su solicitud de que se tomen medidas disciplinarias de manera inmediata contra Rubiales. Asimismo, expresó su satisfacción ante la decisión tomada por la FIFA de abrir un caso de ética en relación con este incidente.[84]
- La aerolínea Iberia, patrocinador de la selección española desde diciembre de 2018, se convirtió a primera hora de la tarde en el primero de ellos en reclamar «medidas para preservar la dignidad» de las futbolistas.[85] Poco después le siguió Iberdrola, señalando que cualquier actitud que «se desvíe o vaya en contra» de la defensa de la igualdad de derechos y la dignidad de las mujeres «no tiene cabida en el mundo del deporte ni en la sociedad».[86]
- El Sevilla Fútbol Club emitió un comunicado condenando las actitudes y respuestas de Rubiales, tanto en la final de la Copa del Mundo femenina como en la Asamblea de la RFEF. El club respaldó a Hermoso y rechazó los gestos obscenos de Rubiales en el palco tras la victoria del equipo femenino y sugiere su renuncia.[87]
- El Fútbol Club Barcelona criticó también en un comunicado la actuación de Rubiales en el Mundial femenino y la calificó como inapropiada. El club condenó estos hechos, se comprometió con la igualdad de género y prometió denunciar acciones contrarias a sus principios de respeto e igualdad.[88]
- El Real Madrid emitió un comunicado oficial indicando que «apoya con total rotundidad la decisión [de Víctor Francos], que elevará de inmediato este caso al Tribunal Administrativo del Deporte».[89]
- El Athletic Club de Bilbao también condenó en un comunicado que los actos y palabras de Rubiales «atentan contra los principios de igualdad y respeto», confía en la actuación de Consejo Superior de Deportes, y además su presidente renuncia como miembro de la Junta Directiva de la RFEF.[90]
- El Deportivo Alavés manifestó una condena firme y su rechazo a la conducta del presidente en un comunicado en su web.[91]
- El Real Racing Club de Santander calificó de inaceptable el comportamiento de Luis Rubiales, mostró su apoyo a Jenni Hermoso y animó a las autoridades competentes a tomar medidas.[92]
- El Celta de Vigo solicitó en un breve comunicado la actuación de los organismos competentes con la mayor brevedad posible para depurar responsabilidades.[93]
- El Osasuna calificó el comportamiento del presidente como inaceptable, así como de «zafio, grosero y machista». Pide el cese de Rubiales como presidente la RFEF y para ello apoya todas las medidas que se impulsen desde el Consejo Superior de Deportes. Además indicó que un cambio de presidente no será suficiente y reclama también un cambio profundo en los comportamientos y estructuras de la organización deportiva.[94]
- El Sporting Club de Huelva manifestó en un comunicado oficial su total rechazo de las explicaciones, reacciones y actitudes del presidente de la RFEF, al ser estas incompatibles con los valores del club.[95]
- El RC Deportivo condenó en un comunicado la actitud de Luis como completamente contraria a los valores de respeto e igualdad que rigen el deporte, y pidió contundencia en la actuación de las instituciones.[96]
- La Unión Deportiva Granadilla Tenerife, club de fútbol femenino, rechazó en un comunicado la actitud de Rubiales en la final y sus reacciones posteriores. Además de defender los valores de respeto e igualdad, mostraron su apoyo a Hermoso y al equipo nacional femenino campeón del mundo.[97]

En el transcurso del día, cientos de personas realizaron concentraciones tanto en la sede de la Real Federación Española de Fútbol (RFEF) en Las Rozas, así como en otras ciudades de España, con el propósito de demandar la renuncia de Rubiales. Algunas organizaciones han llamado a manifestarse, como el colectivo 8M Movimiento Feminista en Asturias que convocó una protesta en Oviedo, y contó con la presencia de la concejala de Deportes del Ayuntamiento, Conchita Méndez, y la directora general del Real Oviedo, María Suárez; Izquierda Unida en Logroño; la Plataforma 8M de Toledo; el Movimiento 25N en Melilla; el Movimiento Feminista de Salamanca, entre otras. Estas concentraciones también han servido como muestra de apoyo hacia las jugadoras de la selección española de fútbol, las cuales también incluían el pedido de renuncia del entrenador Jorge Vilda. Frente a la sede de la RFEF, las participantes han utilizado una tarjeta roja como símbolo y han expresado consignas, como «Rubiales, palmeros, estáis en fuera de juego» o «Jenni, hermana, aquí está tu manada».
Dentro de quienes respaldaron a Rubiales se destacan las personas situadas en las primeras filas del salón en que se ha celebrado la asamblea extraordinaria de la RFEF el día 25 de agosto, entre las que se encontraban federativos, los seleccionadores Luis de la Fuente y Jorge Vilda, así como técnicos y empleados de la casa, resultando una ovación mucho menor de ahí hacia atrás. También Rubiales contó con el apoyo del entrenador y exseleccionador español Luis Enrique.
En una conferencia de prensa el secretario de Estado para el Deporte y presidente del Consejo Superior de Deportes, Víctor Francos, anunció que el gobierno español inició los trámites para que Luis Rubiales comparezca ante el TAD, y procurar su suspensión del cargo, y que toda la polémica debería «ser el #MeToo del deporte español».
Rubiales alegó que el beso que dio a Hermoso fue «espontáneo, mutuo, eufórico y consentido». Sin embargo, Hermoso emitió un comunicado a través de su sindicato FUTPRO, donde desmentía estas declaraciones del presidente de la RFEF:

Quiero aclarar que tal y como se vio en las imágenes, en ningún momento consentí el beso que me propinó y por supuesto, en ningún caso busqué alzar al presidente. No tolero que se ponga en duda mi palabra y mucho menos que se inventen palabras que no he dicho.

##### Renuncia de las jugadoras de la selección de España
El comunicado también fue firmado por las 23 jugadoras de la selección absoluta, así como 58 jugadoras o exjugadoras de fútbol españolas. En el comunicado se espera una respuesta contundente por parte de las instituciones y que se lleven a cabo cambios estructurales, hasta el punto que todas las firmantes renuncian a ser convocadas por la selección si los dirigentes actuales de la RFEF continúan en su puesto. Posteriormente, Hermoso publicó un comunicado en sus redes sociales, donde declaró que no consintió el beso, que se sintió víctima de una agresión, y que las acciones de Rubiales durante la final fueron la gota que colmó el vaso de una serie de situaciones que las jugadoras han venido denunciando, habiendo vivido estas actitudes durante años en el día a día de la selección. Finaliza el comunicado con el hashtag #SeAcabó, que se ha usado en apoyo a la futbolista.

A raíz de los acontecimientos sucedidos en la mañana de hoy y ante la perplejidad del discurso que ha pronunciado el presidente de la Real Federación Española de Fútbol, don Luis Manuel Rubiales Béjar, las jugadoras de la selección absoluta, recientes campeonas del mundo, en apoyo a Jennifer Hermoso, quieren manifestar su firme y rotunda condena ante conductas que han atentado contra la dignidad de las mujeres. Desde nuestro sindicato queremos remarcar que ninguna mujer debería verse en la necesidad de contestar ante las contundentes imágenes que todo el mundo ha visto y por supuesto, no se deberían ver involucradas en actitudes no consentidas. Las jugadoras de la Selección Española de Fútbol, actuales campeonas del mundo, esperan respuestas contundentes de los poderes públicos para que no queden impunes acciones como las contenidas. Queremos acabar este comunicado, pidiendo cambios reales, tanto deportivos como estructurales, que ayuden a la Selección Absoluta a seguir creciendo, para poder trasladar este gran éxito a generaciones posteriores. Nos llena de tristeza que un hecho tan inaceptable esté logrando empañar el mayor éxito deportivo del fútbol femenino español. Después de todo lo sucedido durante el Mundial Femenino, queremos manifestar que todas las jugadoras que firman el presente escrito no volverán a una convocatoria de la Selección si continúan los actuales dirigentes.

#### 26 de agosto
En la madrugada, la RFEF publicó un comunicado desmintiendo parte de las declaraciones de Jenni Hermoso, en el que se centra en la negación por parte de la jugadora del momento en que levanta al presidente de RFEF antes del polémico beso no consentido, y adjunta cuatro fotografías de la secuencia. En el escrito la RFEF amenaza con emprender acciones legales por la nota de prensa de FUTPRO, y recordó la obligación de las jugadoras de responder ante la convocatoria para la selección nacional.
En Estados Unidos, las futbolistas del San Diego Wafe FC se solidarizaron con la jugadora y llevaron brazaletes con el mensaje «contigo Jenni» durante el partido de la National Women's Soccer League ante el Orlando Pride.
El Consejo Superior de Deportes confirmó a través de un comunicado que se ha formulado una «petición razonada» al Tribunal Administrativo del Deporte por una posible vulneración de la Ley del Deporte por parte del presidente de la RFEF y se solicitó la suspensión cautelar de su cargo. El CSD difundió también un video del ministro de Cultura y Deporte Miquel Iceta señalando también a la Asamblea que representa al fútbol español.
Cerveza Victoria, empresa patrocinadora de la selección femenina, mostró en un comunicado el «apoyo total a las jugadoras y a los valores de esfuerzo y compromiso deportivo, humano y ejemplar que han demostrado».
Eder Sarabia, entrenador del FC Andorra, en rueda de prensa previa al partido de liga señaló los comportamientos erróneos que normalizan un «caldo de cultivo» que lleva al machismo que subyace en el fútbol.
En una entrevista en Radio Club Tenerife, Sergio Batista, presidente de la Unión Deportiva Granadilla Tenerife, tachó a Rubiales de ser «el gran enemigo del fútbol femenino» y le acusó de haber perseguido y atacado al fútbol femenino durante años. Batista es el primer dirigente de un club de fútbol femenino en alzar su voz contra Rubiales.
Un evento de fútbol amistoso en apoyo de Rubiales llamado Amigos de Luis Rubiales entre el CF Motril, el CD Costa Tropical y el Puerto de Motril estaba programado para el 26 de agosto en Motril, con la asistencia confirmada de Rubiales. El Ayuntamiento de Motril desestimó la iniciativa al negarse a alquilar el estadio Escribano Castilla, de propiedad municipal, basándose en posibles alteraciones del orden público debido a una serie de protestas feministas convocadas contra el evento deportivo.

##### Suspensión provisional
La Comisión Disciplinaria de la FIFA suspendió provisionalmente a Luis Rubiales de toda actividad relacionada con el fútbol a nivel nacional e internacional. La suspensión durará inicialmente 90 días y fue emitida en el contexto de un procedimiento disciplinario abierto contra Rubiales el 24 de agosto. Además, se emitieron directivas para evitar el contacto entre Rubiales y la jugadora Jennifer Hermoso, así como la abstención de la RFEF y sus miembros de contactar a Hermoso o su entorno. La FIFA comunicó esta decisión a Rubiales, a la RFEF y a la UEFA. La FIFA reafirmó su compromiso con el respeto y condenó cualquier comportamiento contrario.
Poco antes de anunciar oficialmente que Pedro Ángel Rocha sería designado como sustituto provisional de Rubiales, la RFEF publicó otro comunicado en el que volvía a acusar a Jenni Hermoso de mentir y de haber sido «abducida por el Sindicato FUTPRO». Posteriormente, la RFEF borró este comunicado de su página web.

##### Dimisión de parte del equipo técnico
Once miembros del Cuerpo Técnico de la selección femenina de fútbol en un comunicado condenaron la conducta de Rubiales con la jugadora, denunciaron su incomodidad a tener que asistir obligatoriamente a la asamblea del día 25 y que varias de las integrantes fueron obligadas a colocarse en primera fila exponiendo su imagen e intentando dar a entender que se comprometían con las tesis del presidente, apoyaron el comunicado de publicado por las jugadoras y asumieron su responsabilidad con respecto a la reestructuración y profesionalización de la Selección Femenina Absoluta y ponen sus cargos a disposición. Entre las firmas están Montse Tomé, a quien Rubiales en su discurso del día anterior le ofreció ser la nueva directora deportiva de 'la Roja' Femenina y compatibilizar su cargo con el de segunda entrenadora de Jorge Vilda, Javier Lerga y Eugenio Gonzalo también del equipo de asistencia técnica de la selección, la preparadora física Blanca Romero, Sonia Bermúdez Tribano (seleccionadora Sub-19 y Sub-20 Femeninas de Fútbol) y el entrenador guardametas de la selección Carlos Sánchez García.
Tras su apoyo inicial, materializado en forma de aplausos durante la asamblea extraordinaria que se convocó el día anterior, y tras conocerse la suspensión del presidente de la RFEF por parte de la FIFA, el seleccionador del equipo nacional masculino, Luis de la Fuente, censuró «sin paliativos el comportamiento equivocado y fuera de lugar» de Rubiales. A última hora del día, el seleccionador del equipo femenino Jorge Vilda también publicó un comunicado censurando «el comportamiento impropio e inaceptable» del suspendido presidente de la RFEF.

#### 27 de agosto
A primeras horas de la mañana, la presidencia interina de la RFEF, ordenó la eliminación de su página web de un comunicado publicado el día anterior donde insistía en la defensa de Rubiales, y que la futbolista Jenni Hermoso mentía, además de estar «abducida» por el sindicato FUTPRO.
Tras unos días sin aparecer ante las cámaras, Jenni Hermoso acudió al Centro Deportivo Wanda Alcalá de Henares en Madrid, donde fue invitada a presenciar la final de la Women's Cup entre los equipos femeninos del Atlético de Madrid y el AC Milán. La futbolista fue ovacionada por el público asistente y las jugadoras de ambos equipos desplegaron una pancarta con el lema «Contigo Jennifer Hermoso». El único gol del partido, que dio la victoria al Atlético de Madrid, fue marcado por la colombiana Leicy Santos, quien dedicó la jugada a Hermoso.

#### 28 de agosto

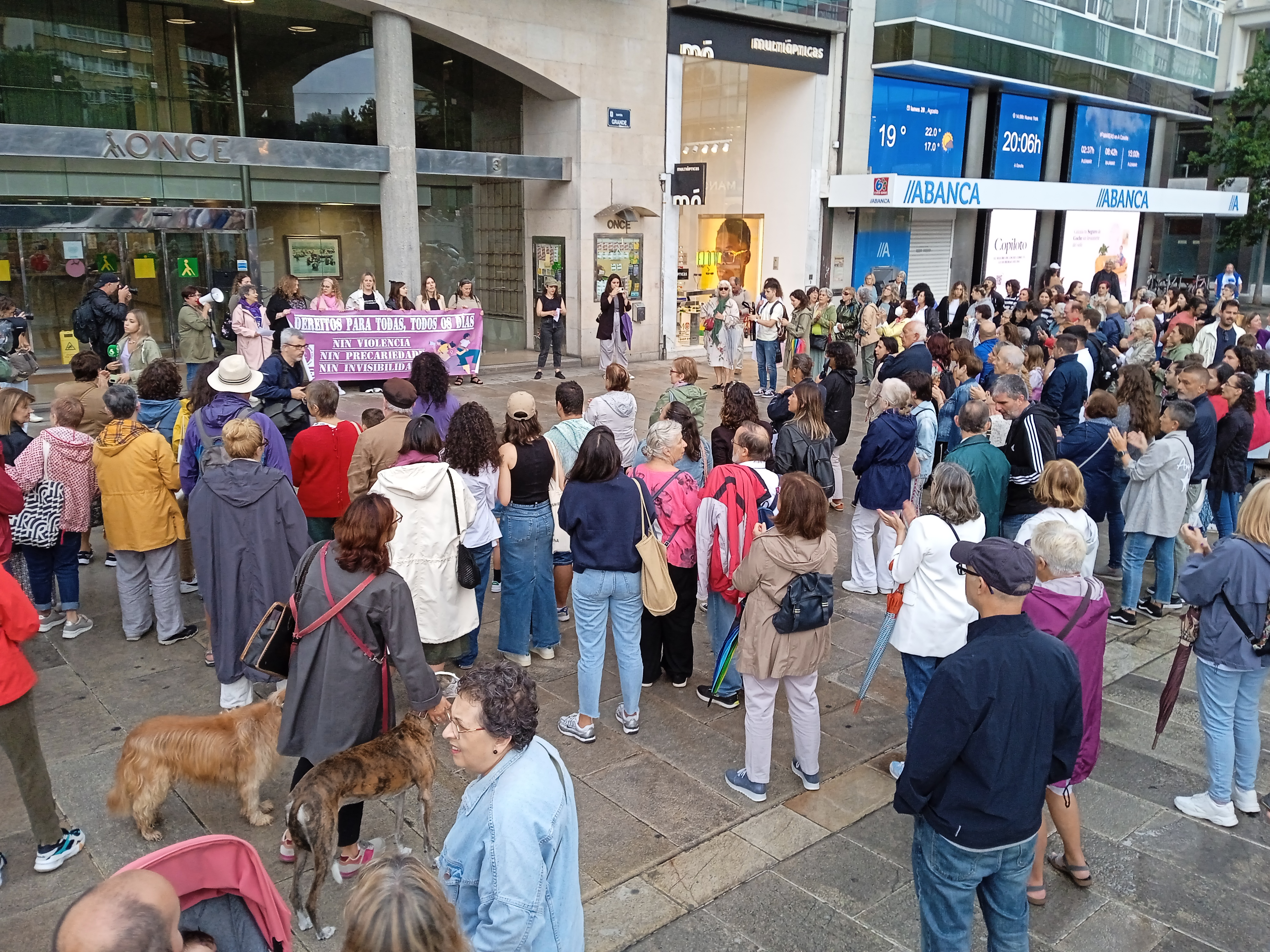
Manifestación en La Coruña el 28 de agosto, convocada con el hashtag #Acabouse («se acabó» en gallego)

La Fiscalía de la Audiencia Nacional abrió diligencias contra Luis Rubiales por un posible delito de agresión sexual. Al no poder actuar de oficio, la Fiscalía aseguró que contactará con Jenni Hermoso por si desea denunciar a Rubiales.
La Comisión de Presidentes de Federaciones de ámbito Autonómico y Territoriales de la RFEF en un comunicado pidió la dimisión inmediata de Rubiales, y dio su respaldo al presidente interino Pedro Rocha.
En numerosas ciudades cientos de personas se manifestaron en apoyo a Jenni Hermoso y en contra de comportamientos machistas, especialmente el beso no consentido de Luis Rubiales. Las manifestaciones buscaban el fin de la violencia machista en el deporte. Los participantes, entre los que se incluían figuras políticas como Reyes Maroto y Yolanda Díaz, expresaron su rechazo al gesto de Rubiales y demandaron un cambio cultural. Las organizadoras destacaron la importancia de la solidaridad en la lucha contra la violencia.
Ángeles Béjar, madre de Luis Rubiales, se encerró en la Iglesia de la Divina Pastora de Motril e inició una huelga de hambre en protesta por lo que consideraba una «cacería, inhumana y sangrienta» contra su hijo. En unas declaraciones el mismo día, la madre pidió a Hermoso que dijera «la verdad» sobre los hechos.
En rueda de prensa, el portavoz de la ONU, y ante una pregunta sobre este asunto, expresó su deseo de que el gobierno de España resuelva el caso respetando los derechos de las deportistas.
El ministro de Cultura y Deportes, Miquel Iceta, aseguró en una rueda de prensa tras la reunión del Consejo de Ministros que «se acabó cualquier discriminación a las mujeres y cualquier obstáculo en el deporte, se ha acabado», y cuestionó al sucesor de Rubiales, Pedro Rocha.

#### 29 de agosto
Tras una reunión del Comité de Presidentes Territoriales, la Real Federación Española de Fútbol retiró el sueldo y el coche oficial a Rubiales, y le solicitó la devolución del móvil y el ordenador portátil de la empresa. Además, bloqueó el uso de recursos federativos para su defensa jurídica.

#### 30 de agosto
El diario El Español publicó un vídeo grabado en el autocar de vuelta del torneo, dos horas después de terminada la final. En él, dentro de un ambiente festivo, Jenni Hermoso muestra la pantalla de su móvil a sus compañeras para que observen un meme donde se compara el beso que le dio Rubiales con el de Íker Casillas a su entonces pareja Sara Carbonero, durante el mundial celebrado en Sudáfrica 2010, al tiempo que exclama, sonriente: "Como Íker y Sara". Tras ello, la selección femenina en conjunto, grita: "¡Beso!, ¡beso!" y corea a Luis Rubiales al grito de "¡Presi!, ¡presi!" Rubiales envió el vídeo como parte de su defensa ante la suspensión realizada por la FIFA. Hermoso ya había expresado el 25 de agosto que la situación le provocó «un shock» por el «contexto de celebración» y que solo con el paso del tiempo sintió la necesidad de denunciar, alegando que «en ningún ámbito laboral, deportivo o social debe ser víctima de este tipo de comportamientos no consentidos».

#### 31 de agosto
El Tribunal Administrativo del Deporte califica como falta grave el beso de Luis Rubiales a Jenni Hermoso en la entrega de medallas de la final del Mundial de fútbol femenino de 2023. Al no considerarlo falta muy grave, el CSD no podrá ejecutar ningún mecanismo encaminado a la suspensión de Luis Rubiales como presidente de la Federación Española de Fútbol.

### Septiembre

#### 1 de septiembre
Tras la decisión de TAD de abrir expediente por falta grave a Luis Rubiales, este emite un comunicado en el que vuelve a defenderse y acusa al Gobierno de no "garantizar la separación de poderes" y de presionar en su contra, comunicado que se difunde a través de una cuenta de X (antiguo Twitter) recién creada para analizar su situación.
Una investigación revela que exisitó una acción coordinada entre varios informadores, entre los que se encuentran Alvise Pérez y Vito Quiles, cuyas cuentas han sido suspendidas en varias ocasiones por propagar fake news y mensajes de odio, para publicar mensajes en redes sociales junto a Rubiales.

#### 4 de septiembre
La selección masculina de fútbol firmó un comunicado, leído por el capitán Álvaro Morata, donde mostraron su apoyo a Jenni Hermoso.

#### 5 de septiembre
La RFEF cesa en el cargo de seleccionador a Jorge Vilda por su apoyo a Rubiales durante la asamblea del día 25 de agosto.
La RFEF publica una carta de su presidente Pedro Rocha, a modo de disculpas, dirigida al mundo del fútbol y al conjunto de la sociedad «por la conducta inapropiada del Sr. Luis Rubiales».

#### 6 de septiembre
La futbolista Jennifer Hermoso, jugadora de la selección femenina de fútbol de España, presenta una denuncia expresa en la Fiscalía General del Estado por el beso no consentido que recibió de Luis Rubiales.

#### 8 de septiembre
La Fiscalía de la Audiencia Nacional presenta una querella contra Luis Rubiales por un delito de agresión sexual, previsto y penado en el artículo 178 del Código Penal, y un delito de coacciones, previsto y penado en el artículo 172.

#### 10 de septiembre
Mediante un comunicado difundido a través de sus redes sociales, Luis Rubiales anunció su renuncia al cargo de presidente de la Real Federación Española de Fútbol, así como al de vicepresidente de la UEFA.

#### 11 de septiembre
El juez del Juzgado Central de Instrucción nº 1 de la Audiencia Nacional, Francisco de Jorge, admitió a trámite la querella presentada por la Fiscalía por delitos de agresión sexual y coacciones contra el expresidente de la Real Federación Española de Fútbol (RFEF) Luis Rubiales por el beso a la jugadora Jennifer Hermoso.

#### 15 de septiembre
La Audiencia Nacional emite una orden de alejamiento de 200 metros de Luis Rubiales respecto de Jenni Hermoso y le prohíbe comunicarse con ella durante la instrucción de la causa abierta.

#### 27 de septiembre
El juez imputa a Jorge Vilda y a Albert Luque y a Rubén Rivera por coacciones a Jenni Hermoso.

### Octubre

#### 30 de octubre
La FIFA inhabilita a Rubiales por tres años a nivel nacional o internacional para el ejercicio de cualquier actividad relacionada con el fútbol por infringir el Artículo 13 del Código disciplinario de la Federación.

### Noviembre

#### 17 de Noviembre
El Tribunal Administrativo del Deporte inhabilita a Rubiales poder ejercer algún cargo relacionado con el deporte en España por un periodo de tres años  por violar dignidad y el decoro deportivos según la Ley del Deporte y el Real Decreto sobre Disciplina Deportiva.

### Diciembre

#### 6 de Diciembre
La Asociación Inglesa de Fútbol, a través de su presidenta Debbie Hewitt, denuncia a Rubiales ante la FIFA por su comportamiento inapropiado antes, durante y después de la ceremonia de premiación de la final, particularmente por acariciar la cara de Laura Coombs y besar con fuerza a Lucy Bronze, ambas jugadoras de la selección de fútbol de Inglaterra.

### Febrero

#### Juicio
El juicio por agresión sexual y coacción se inició el 3 de febrero de 2025. El 20 de febrero, Rubiales fue declarado culpable de agresión sexual pero absuelto del delito de coacción. Se le impuso el pago de una multa de 10 800 euros, una indemnización de 3 000 euros a Hermoso, una orden de alejamiento de 200 metros de la futbolista y la prohibición de contactarla durante 12 meses. Vilda, Rivera y Luque fueron absueltos de los cargos de coacción.

### 21 de Febrero
Un día después de la condena, el Tribunal de Arbitraje Deportivo rechaza el recurso de apelación de Rubiales, argumentando que la sentencia es "razonable y proporcional" y ratifica la sanción de 3 años de inhabilitación que le impuso la FIFA.

## Dimisiones en la Real Federación Española de Fútbol
Tras la asamblea extraordinaria de la RFEF en Las Rozas el 25 de agosto, en la que Luis Rubiales defendió su posición al frente de la Federación, se sucedieron las siguientes dimisiones:
- Rafael del Amo, presidente del Comité Nacional de Fútbol Femenino, dimitió de su cargo en la Federación como protesta por la permanencia de Rubiales.[174]

- Itziar Díaz, presidenta del Comité de Fútbol Femenino de la Federación Riojana de Fútbol, renunció a su cargo debido a cuestiones éticas y morales. Su dimisión se debió, según sus palabras, a los acontecimientos en el mundial femenino y en la Asamblea Extraordinaria de la RFEF en Las Rozas, afirmando que no puede continuar en su posición. Díaz agradeció el respaldo al fútbol femenino durante su mandato y pidió respeto por su decisión. Su nombramiento estuvo ligado al presidente de la Federación Riojana de Fútbol, Jacinto Alonso, quien también es un importante apoyo de Luis Rubiales en la Federación Española de Fútbol.[101]

- El presidente de la Federación Vasca de Fútbol, Javier Landeta, anunció su dimisión como directivo de la RFEF debido a los acontecimientos en la Asamblea en la que Luis Rubiales se negó a renunciar a su cargo.[101]

- El presidente de la Federación Guipuzcoana de Fútbol, Manu Díez, anunció la renuncia a su cargo de directivo en la Asamblea de la Federación Española, presentando su dimisión en la próxima reunión de la Junta Directiva de la RFEF.[101]

- José Ángel Peláez, quien es el presidente de la Federación Cántabra de Fútbol, ha tomado la decisión de dimitir de su cargo debido también a lo acontecido en la Asamblea Extraordinaria de la Real Federación Española de Fútbol.[175]

- Joan Soteras, presidente de la Federación Catalana de Fútbol (FCF), ha renunciado como vicepresidente de la Real Federación Española de Fútbol (RFEF). Soteras consideró «creíbles» las explicaciones de Rubiales pero cuestionó sus acciones después de la victoria.[101]

- El vicepresidente Salvador Gomar de la Federación Fútbol de la Comunitat Valenciana, también dejó su cargo tras la Asamblea Extraordinaria.[101]

- Jon Uriarte, presidente del Athletic Club, renunció a su puesto en la Junta Directiva de la RFEF. En un comunicado, el Athletic expresó su desacuerdo con las acciones y palabras de Rubiales en el Mundial Femenino y la Asamblea Extraordinaria, que consideró contrarias a los principios de igualdad y respeto. El club también anunció su apoyo a las acciones del Consejo Superior de Deportes para abordar esta situación.[101]

## Reacciones internacionales
Fuera de España, el incidente protagonizado por Rubiales ha suscitado una serie de reacciones y comentarios por parte de destacados medios internacionales. La cobertura mediática se ha centrado en la negativa de Rubiales a presentar su renuncia.
El periódico británico The Guardian, en su artículo, describió a Rubiales como «un individuo desafiante» que se ha mantenido firme en su posición, rechazando ceder a la presión de dimitir después del incidente en cuestión, hecho que describe como «asesinato social». Por otro lado, el diario francés Le Monde adoptó una perspectiva más contundente, refiriéndose al acto de Rubiales como una «agresión sexual contra Hermoso», en alusión a la jugadora involucrada. Asimismo, el periódico Liberation no dudó en señalar la presunta «retórica victimista» adoptada por Rubiales en su respuesta al incidente. En el contexto de la prensa alemana, Der Spiegel también se pronunció sobre la situación, enfocándose en el deseo de Rubiales de mantenerse en su cargo a pesar de las circunstancias. Otros medios internacionales de renombre, como el periódico estadounidense The New York Times o el canal británico BBC, también se unieron a la conversación, destacando el interés de Rubiales en aferrarse a su posición a pesar de las críticas y las implicaciones del incidente.
Aparte de los medios de comunicación, la organización ONU Mujeres condenó los comentarios y comportamientos ofensivos de Rubiales, y defendió la tolerancia cero frente a cualquier forma de abuso o acoso en el deporte femenino. La organización destacó la importancia de poner en primer plano las habilidades y logros de la selección española femenina de fútbol, y lamentó que acciones como las de Rubiales hayan empañado la celebración. ONU Mujeres respaldó la iniciativa de la FIFA de tomar medidas disciplinarias por el incidente y llamó a mostrar solidaridad con las mujeres en el deporte que están derribando barreras y promoviendo la unidad y el fin de las desigualdades que enfrentan en este ámbito.